# روبرت إيفانز بيترسون
روبرت إيفانز بيترسون (بالإنجليزية: Robert Evans Peterson)‏ هو ناشر وطبيب أمريكي، ولد في 12 نوفمبر 1812 في فيلادلفيا في الولايات المتحدة، وتوفي في 30 أكتوبر 1894 في اسبيري بارك في الولايات المتحدة.